# 陸軍航空総監部
陸軍航空総監部（りくぐんこうくうそうかんぶ、旧字体：陸軍航空󠄁總監部）は、日本陸軍における中央統轄機関のひとつ。直接天皇に隷属し、主として陸軍における航空関係の教育を統御、管理した。1938年（昭和13年）12月に設立され、1945年（昭和20年）4月に「当分のうち」という条件で閉鎖となり、同年8月の太平洋戦争（大東亜戦争）終結に続く陸軍解体のため、再開されることはなかった。
陸軍航空総監部の人員は、長官である陸軍航空総監をはじめ大部分が陸軍航空本部との兼務であった。庁舎は陸軍航空本部とともに東京市麹町区におかれ、1941年（昭和16年）12月の太平洋戦争開戦と同時に同市牛込区の陸軍士官学校跡へ移転した。

## 沿革

### 陸軍航空総監部設立前史
日本の陸軍航空は1904年（明治37年）、日露戦争で臨時気球隊が初めて実戦に参加し、同戦争後の1907年（明治40年）、近衛師団に属する交通兵旅団に気球隊が置かれたのが最初の常設部隊であった。飛行機に関しては、1909年（明治42年）に臨時軍用気球研究会が設立され本格的な研究および運用が始まり、第一次世界大戦で航空隊の臨時編成を経て、1915年（大正4年）12月に航空大隊が設立された。1917年（大正6年）、航空大隊は2個編成となり、翌年以降さらに大隊の数を増やしていった。この間、明治の気球隊から各航空大隊にいたるまで陸軍航空の人員は各兵科からの混成であり、運用は工兵科に準じた扱いであった。

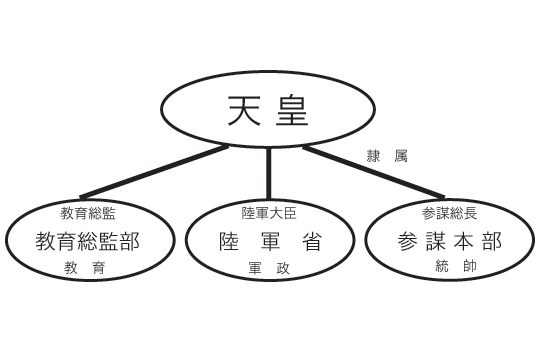
陸軍中央三官衙関係図

当時の陸軍は軍政（軍事に関する政務）、統帥（軍隊の指揮運用）、教育（軍人の訓練育成）の3つの機能を、軍政は陸軍大臣（陸軍省）、統帥は参謀総長（参謀本部）、教育は教育総監（教育総監部）が分立して担当し、それぞれが天皇に直接隷属していた。これがいわゆる「陸軍三長官」であり、それぞれの官衙は総して「中央統轄機関」とも呼ばれた。
1919年（大正8年）4月、陸軍航空部が創設された。これは航空に関する事項の研究、器材の製造、補給など軍政と、飛行機操縦教育、器材整備教育など航空関係専門の教育を統轄する機関である。陸軍の教育は原則として教育総監部の管轄であったが、日進月歩で変わっていく航空技術の特殊性を重視して、軍政の中央統轄機関である陸軍省の隷下に設けた陸軍航空部が軍政と教育をあわせて掌（つかさど）ることとなった。

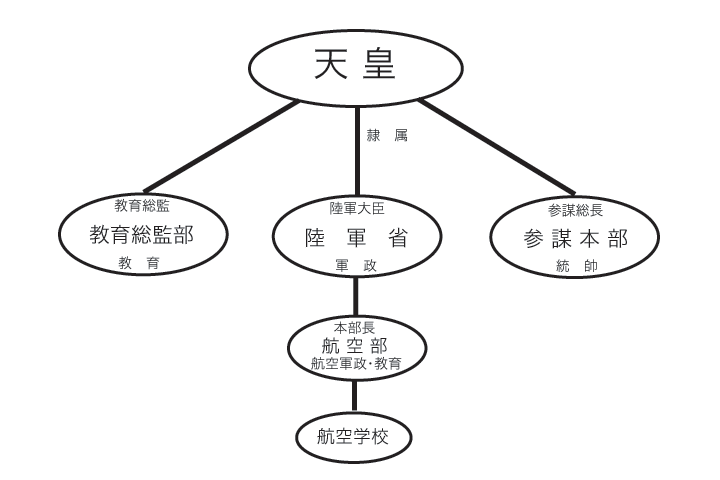
陸軍中央三官衙および航空部関係図

1925年（大正14年）5月、各兵科の混成であった陸軍航空は独立した航空兵科となり、同時に陸軍航空部も陸軍航空本部（以下、航空本部と略）に昇格した。航空本部は従前の陸軍航空部と本質的な機能に大きな違いはなかったが、人員および編制が増強された。これ以後も時代が進むとともに航空兵科は拡大を続け、航空本部は陸軍航空に関する軍政と専門教育を掌る機能を保ったまま、何度かの編制改定により権限を強化していき陸軍省の外局となった。
1936年（昭和11年）11月、陸軍省は翌年より6か年計画となる「軍備充実計画ノ大綱」（通称「一号軍備」）を策定した。一号軍備では航空兵力の増強が重視され、この頃から「航空優先」という標語が陸軍中央で使われるようになった。ところが実態は陸軍の中で最後発である航空兵科には中核となる機関が存在せず、地位も高いとはいいがたいものであった。「航空優先」の標語には、いささか揶揄的な「地上絶対」（航空兵科が優先ならば、歩兵等の地上兵科は優先を上回る絶対的存在という意味）という言葉が対となって使われた。
一号軍備の策定と前後する1936年の陸軍中央機構革新の流れの中で、海軍航空と合同しての「航空省」を創設する案、あるいは陸軍省内に「航空局」を置く案が検討されたが、いずれも実現しなかった。その一方で航空本部は天皇直隷となる「航空総監部」創設の意見を上申した。この場合の「航空総監部」は単に教育ばかりでなく、航空の軍政および航空部隊の統率も行う案であった。しかし陸軍首脳はこれに同意せず意見は保留となり、部隊統率機関としては航空兵団司令部が新設された。前述の各案は「空軍」創設を究極の目標とする陸軍航空の独立強化思想に根差したものであるが、1937年（昭和12年）7月に勃発した日中戦争（支那事変）により、航空独立の論調は一時的に慎重なものへ変化していった。

### 陸軍航空総監部の設立

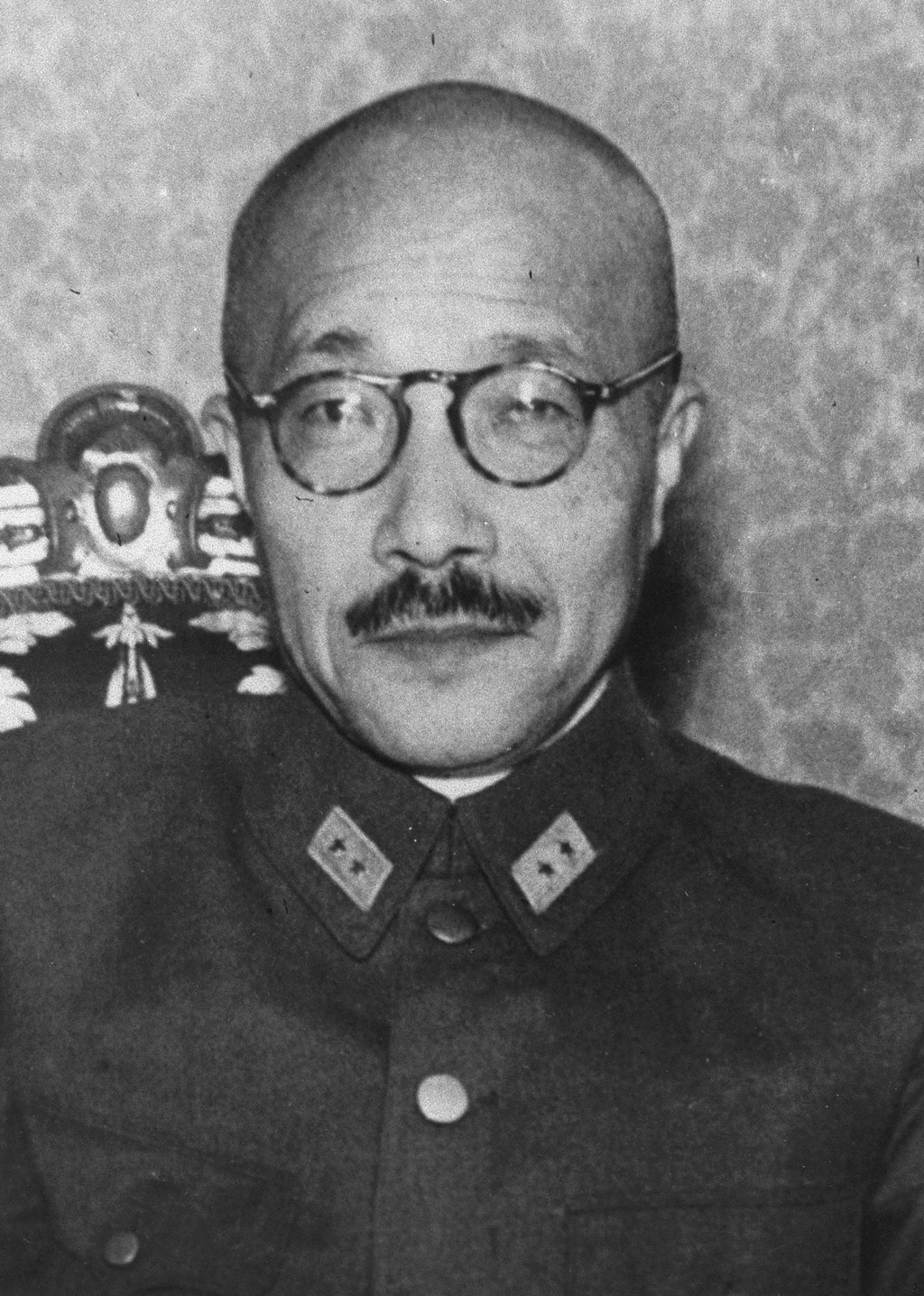
初代陸軍航空総監 東條英機中将

1938年（昭和13年）春ごろより、陸軍中央ではドイツ空軍の再建ぶりに刺激され、航空独立論が再燃し始めた。航空兵科専門教育を専任する天皇直隷機関として「航空総監部」を創設し、陸軍航空の中核的機関とする案が参謀本部の中で立てられ、陸軍省軍事課内でも同意された。これは陸軍内で航空が半独立的な地位を得ようとするものであり、一号軍備によって急速に拡大化と変質を遂げようとする陸軍航空には画期的なものとなるが、陸軍の伝統である教育統一を崩すものであり、また天皇直隷の機関を設けることは従来の陸軍三長官制に反するとして教育総監部は強く反対した。しかし陸軍の主流には航空教育の特殊性に対する理解が深まっており、陸軍省軍務局の田中新一軍事課長、さらには東條英機陸軍次官（陸軍航空本部長兼務）による推進が決定力となった。
同年12月10日、陸軍航空総監部令（軍令第21号）が施行され、陸軍航空総監部（以下、場合により航空総監部と略）が創設された。その主な目的は理由書に「陸軍航空兵科軍隊ノ愈々複雑且専門化セルニ伴ヒ之ニ専任スル天皇直隷機関ヲ新設シ陸軍航空兵科軍隊教育ノ進歩発達ヲ図ルノ要アルニ因ル」と書かれているように、専任の機関を設けることでより良く航空教育の特殊性と陸軍航空の拡大に対応させることである。前述軍令第1条で航空総監部は「陸軍航空兵科軍隊ノ教育ニ関スル事項ヲ掌ル所」であり、第2条でその長官は「陸軍大将又ハ陸軍中将ヲ以テ之ニ親補シ天皇ニ直隷」する陸軍航空総監（以下、場合により航空総監と略）と定められた。航空総監を天皇直隷の親補職とすることは陸軍部内における航空の地位を高めることになり、航空本部長が陸軍大臣の隷下にあり親補職である航空兵団司令官よりも格下であった問題の解決にもなった。
ただし航空総監は軍政および人事に関しては陸軍大臣、作戦計画に関する事項および動員計画に関しては参謀総長、航空兵科専門以外の教育に関しては教育総監の区処を受けるとされており、権限に制約があるため三長官と同格なものではなかった。

陸軍航空総監部の編制は総務部（庶務課、第一課）および教育部（第二課、第三課、第四課）からなり、陸軍航空総監部令で各部の任務は次に挙げる各事項を掌ると規定された（1938年12月時点）。
総務部
- 総監部の業務整理に関する事項。

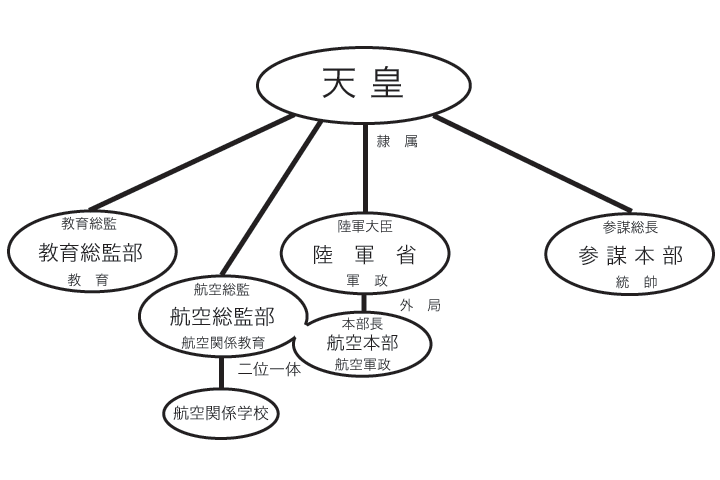
陸軍中央三官衙および航空総監部関係図

- 総監部の庶務、人事、給与、および用度に関する事項。
- 所轄学校の編制、制度、および動員に関する事項。
- 所轄学校の兵器業務に関する事項。
- 所轄学校の会計経理に関する事項。

教育部
- 航空兵科軍隊の教育に関する事項。
- 所轄学校に関する事項（総務部の所掌事項を除く）。
- 航空兵の演習に関する事項。
- 航空兵関係の典令範に関する研究、審議、編纂等に関する事項。

これによって陸軍航空は航空本部が軍政を、航空総監部が専門教育を担当する体制で統御、管理された。しかし航空総監（初代航空総監は東條英機中将）は航空本部長を兼務し、編制表で定められた航空総監部の人員（1938年12月時点の定員は42名）は3名を除きすべて航空本部の総務部および第一部の部長、課長、部員が兼務とされ、実態は航空総監部と航空本部が「二位一体」であった。こうした体制は従来陸軍航空の軍政と専門教育をあわせて統轄していた航空本部長が編制上陸軍大臣に隷する職であり、その航空本部長を何の手も加えないまま親補職に改めることが困難であるための便法ともいえる。航空総監部は航空本部と同じ東京市麹町区永田町隼町（通称：三宅坂）の庁舎で事務を行った。
1941年（昭和16年）8月、陸軍航空総監部令改正（軍令陸第17号）が施行され、総務部の任務に「所轄学校の衛生医事に関する事項（衛生材料に関する業務を除く）」を掌ることが加わった。
同年12月8日、日本は米英など連合国を相手とする太平洋戦争に突入した。同日、航空総監部および航空本部は東京市牛込区市谷本村町の陸軍士官学校跡地（通称：市谷台）に移転した。教育総監部は同月1日に市谷台に移転しており、翌週の15日には陸軍省および参謀本部も同地へ移転した。

### 医務部および飛行班の設置
1942年（昭和17年）10月、陸軍航空総監部令改正（軍令陸第14号）および陸軍航空総監部医務部令（勅令第682号）が施行された。これにより航空総監部の編制は総務部（庶務課、総務課、調査課、航務課）、教育部（教育課、保安課、典範課）、および医務部の3部体制となった。医務部は航空総監部と二位一体である航空本部にも同時に設置され、他部同様に兼務によって業務が行われた。また総務部長の下に飛行班が置かれた。総務部長は航空総監を補佐し、総務部のほか航空総監部一切の業務整理の責任を負うことも新たに定められた。

前述の陸軍航空総監部令改正および陸軍航空総監部医務令により、医務部および飛行班の任務は次の各事項または業務を掌ると規定された（1942年10月時点）。
医務部

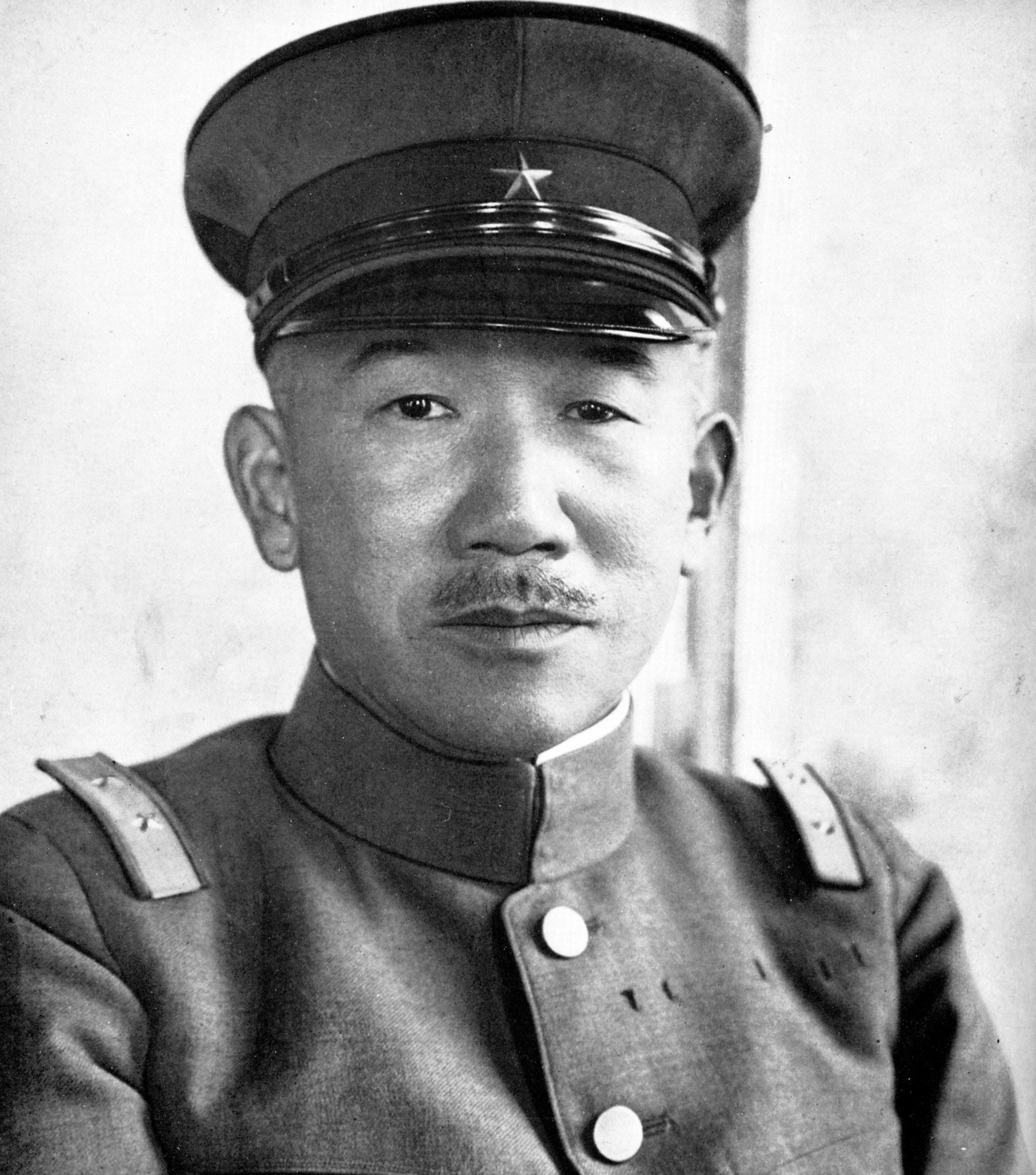
第5代陸軍航空総監 後宮淳大将（中将時代）

- 航空総監に隷属する部隊の衛生および医事に関する事項。
- 航空総監に隷属する部隊の衛生部将校以下の衛生部専門事項の教育および勤務に関する事項。

飛行班
飛行班は総務部長の命令を受ける。
- 飛行機を利用した指揮、連絡等の業務。

1944年（昭和19年）3月、航空本部の編制改定を受けて教育部の教育課が第一教育課、第二教育課にわかれた。

### 教導航空軍の編成
1944年（昭和19年）、連合軍との戦況は悪化し、本土が直接戦場となりつつあった。陸軍中央は航空関係の教育機関を戦力とすることを検討し、諸学校のうち基本教育ではなく錬成訓練が主な任務の「実施学校」と呼ばれる飛行学校5校と1分校、および航空整備学校1校を軍隊化することが決定した。同年6月、下志津教導飛行師団等臨時編成要領（軍令陸乙第29号）により下志津、明野、浜松、鉾田、白城子（宇都宮に移転）の各陸軍飛行学校をそれぞれ下志津教導飛行師団、明野教導飛行師団、浜松教導飛行師団、鉾田教導飛行師団、宇都宮教導飛行師団、明野陸軍飛行学校分校を常陸教導飛行師団、立川陸軍航空整備学校を立川教導航空整備師団、浜松陸軍飛行学校の一部を三方原教導飛行団に改編した。これら教導飛行師団等は前身となった学校と同様に航空総監に隷属したが、作戦行動の指揮統率は航空総監の本務から外れるものであった。
同年8月8日、軍令陸甲第108号により臨時動員という形式で教導航空軍司令部が編成された。その軍司令官は航空総監（菅原道大中将）、参謀長は航空総監部総務部長、参謀副長は同教育部長、参謀5名は同教育部員がそれぞれ兼務するものであり、教導航空軍司令部の実態は航空総監部と同じであった。前述の各教導飛行師団、および教導航空整備師団、教導飛行団は教導航空軍司令官（航空総監）が指揮することとなった。しかし本土における航空作戦に専任する作戦航空軍司令部の創設が必要となり、同年12月26日に教導航空軍および同軍司令部（実態は航空総監部）は5か月経たずに編成を解かれ、軍令陸甲第165号により第6航空軍が新設された。

### 陸軍航空総監部の閉鎖

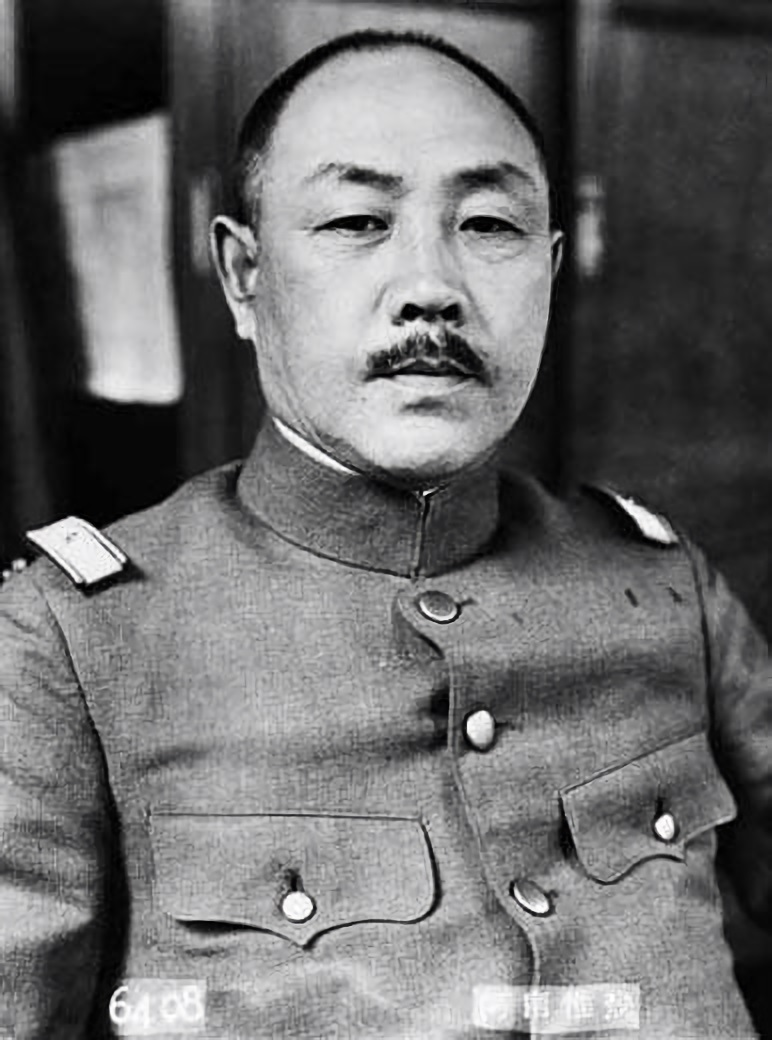
第7代陸軍航空総監 阿南惟幾大将

1945年（昭和20年）に入ると戦況はさらに不利なものとなった。同年1月20日、帝国陸海軍作戦計画大綱が大本営により策定され、これにもとづいて本土決戦に備えた大々的な兵備増強が開始された。同年2月、陸軍中央は「在内地陸軍航空教育部隊編成、復帰要領」（軍令陸甲第27号）により、航空総監に隷属し基本教育を行う熊谷、大刀洗の各陸軍飛行学校、および所沢、岐阜の各陸軍航空整備学校を閉鎖し、人員および装備器材をそれぞれ新設の第52航空師団、第51航空師団、第3航空教育団、第4航空教育団に編入した。同年3月31日、前述の計画大綱にもとづき、航空の機動力を活用する一元的運用を目的として、航空総軍司令部臨時編成要領（軍令陸甲第54号）により本土防衛に関係する航空諸軍を統率する天皇直隷の航空総軍編成が発令され、同年4月15日に編成が完結した。航空総軍は隷下の軍隊を指揮して作戦指導を行うほか、人材、資材を補充、補給する機能を与えられ、航空の特質である作戦、軍政、教育の一体化を最大限に推進したものとなった。航空総軍司令部は各部長および職員の多くが航空本部と兼務であり、航空総監部の人員によって充当された。
同年4月18日、こうした事情にともなって「陸軍航空総監部令ノ適用停止ニ関スル件」（軍令陸第10号）および「陸軍航空総監部医務部令ノ適用停止ニ関スル件」（勅令第229号）が施行され、航空総監部は閉鎖された。これは厳密には廃止ではなく、前述軍令および勅令の文面に「当分ノ内」と記され、勅令の理由書に「一時停止」とあるように、陸軍中央の意図は航空総監部再開の可能性を残したものであった。
同年8月14日、御前会議においてポツダム宣言の受諾が最終決定され、翌15日正午より終戦に関する玉音放送が行われた。日本は戦争に破れ、航空総監部と二位一体であった航空本部は同年11月15日廃止となった。さらに同年11月30日、各省官制通則改正（勅令第674号）の施行により陸軍省が廃止され、翌12月1日に第一復員省となったことで陸軍は解体され、陸軍航空総監部が再開されることはなかった。

## 年譜
- 1919年04月 - 陸軍航空部を設立。
- 1924年05月 - 航空兵科が独立。
- 1924年05月 - 陸軍航空部を廃止、陸軍航空本部を設立。
- 1936年08月 - 陸軍航空本部を陸軍省の外局化。
- 1938年12月 - 陸軍航空総監部を三宅坂に設立。航空総監は航空本部長を兼務。
- 1941年12月 - 陸軍航空総監部を市谷台へ移転。
- 1942年10月 - 陸軍航空総監部に医務部と飛行班を設置。
- 1944年08月 - 教導航空軍司令部を編成、司令官は航空総監が兼務。
- 1945年04月 - 航空総軍を編成、陸軍航空総監部を「当分ノ内」閉鎖。
- 1945年08月 - ポツダム宣言を受諾、終戦。
- 1945年11月 - 陸軍航空本部を廃止。

## 歴代陸軍航空総監と要職

### 陸軍航空総監
航空総監はすべて航空本部長を兼務した。それ以外の兼務等は特記する。
- 東條英機 中将：1938年12月10日 - 1940年7月22日 （陸軍次官兼務、1940年2月より陸軍次官、臨時軍事参議官兼務[65]）第2代陸軍航空総監 山下奉文中将

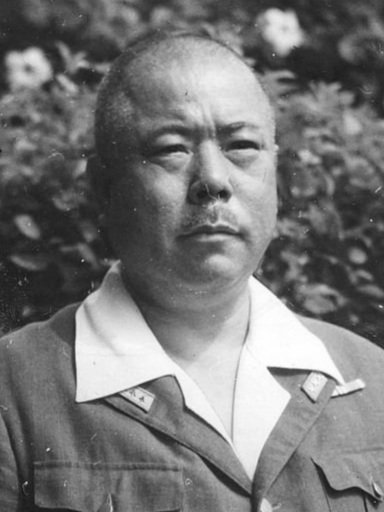
第2代陸軍航空総監 山下奉文中将

- 山下奉文 中将：1940年7月22日 - 1941年6月9日 （1940年12月より1941年6月までドイツ派遣航空視察団長[66]）
- 鈴木率道 中将※：1940年12月10日 - 1941年6月9日 ※航空総監代理（航空総監部総務部長兼務）
- 土肥原賢二 大将：1941年6月9日 - 1943年5月1日
- 安田武雄 中将：1943年5月1日 - 1944年3月28日 （1943年6月15日より新設多摩陸軍技術研究所長兼務[67][68]）
- 後宮淳 大将：1944年3月28日 - 1944年7月18日[69] （軍事参議官、参謀次長兼務[68]）
- 菅原道大 中将：1944年7月18日 - 1944年12月26日[69] （1944年8月8日より教導航空軍司令官兼務[70]）
- 阿南惟幾 大将：1944年12月26日 - 1945年4月7日 （軍事参議官兼務[47]、1945年4月7日陸軍大臣に親任[71]）
- 寺本熊市 中将※：1945年4月7日 - 1945年4月18日 ※航空総監代理（航空本部長代理、陸軍航空審査部本部長兼務）[72]

### 陸軍航空総監部次長
1944年（昭和19年）3月28日、軍事参議官および参謀次長を兼務していた後宮淳大将の航空総監補職に際して次長職が設けられた。航空総監部次長は航空本部次長を兼務した。それ以外の兼務等は特記する。
- 菅原道大 中将：1944年3月28日 - 1944年7月18日[69]
- 河辺虎四郎 中将：1944年8月8日 - 1945年4月18日[70] （1944年8月30日より1944年12月26日まで総務部長事務取扱[* 7]）

### 陸軍航空総監部総務部長
航空総監部総務部長は航空本部総務部長を兼務した。それ以外の兼務等は特記する。1942年（昭和17年）10月、陸軍航空総監部令改正により総務部長は航空総監を補佐し、総務部のほか航空総監部一切の業務整理の責任を負うことが定められた。
- 鈴木率道 少将：1938年12月10日 - 1941年12月1日 （1939年10月中将[73]、1940年12月10日より1941年6月9日まで航空総監代理兼務）
- 河辺虎四郎 中将：1941年12月1日 - 1943年5月1日
- 遠藤三郎 中将：1943年5月1日 - 1943年11月1日
- 橋本秀信 少将：1943年11月1日 - 1944年2月14日 （大本営陸軍参謀兼務[74]）
- 寺田済一 少将：1944年2月14日 -  944年8月30日[75] （大本営陸軍参謀兼務、1944年8月8日より教導航空軍参謀長兼務[70]）
- 河辺虎四郎 中将：1944年8月30日 - 1944年12月26日 ※事務取扱（1944年8月8日より航空総監部次長）
- 田副登 中将：1944年12月26日 - 1945年4月18日 （大本営陸軍参謀兼務[76]）

## 所管学校
- 陸軍航空士官学校
- 熊谷陸軍飛行学校
- 宇都宮陸軍飛行学校
- 大刀洗陸軍飛行学校
- 岐阜陸軍飛行学校
- 水戸陸軍飛行学校（仙台陸軍飛行学校へ改称）
- 下志津陸軍飛行学校
- 明野陸軍飛行学校
- 浜松陸軍飛行学校
- 鉾田陸軍飛行学校
- 白城子陸軍飛行学校
- 陸軍航空技術学校
- 陸軍航空整備学校（所沢陸軍航空整備学校へ改称）
- 岐阜陸軍航空整備学校
- 立川陸軍航空整備学校
- 陸軍航空通信学校
- 東京陸軍航空学校（東京陸軍少年飛行兵学校へ改称）
- 大津陸軍少年飛行兵学校
- 大分陸軍少年飛行兵学校